# أندريس مارتينيز
أندريس مارتينيز (بالإسبانية: Andrés Martínez)‏ (16 أكتوبر 1972 في الأوروغواي - ) هو لاعب كرة قدم أوروغواني في مركز الوسط. شارك مع منتخب الأوروغواي لكرة القدم. أما مع النوادي، فقد لعب مع أوساسونا وبنيارول وبيلا فيستا وديفينسور سبورتينغ وراسينغ فيرول ونادي بولونيا ونادي راسينغ مونتيفيديو ونادي ليتشي ويكلانو ديبورتيفو وأتليتيكو بروغريسو ‏ ونادي سيرو.

## وصلات خارجية
- أندريس مارتينيز على موقع قاعدة بيانات كرة القدم.إي يو (الإنجليزية)
- أندريس مارتينيز على موقع ناشيونال فوتبول تيمز (الإنجليزية)
- أندريس مارتينيز على موقع Soccerway.com (الإنجليزية)